# Cistidio

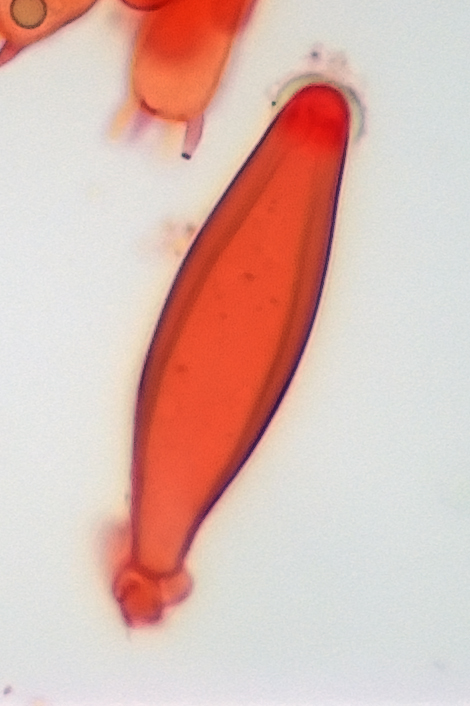
Un cistidio de tipo metuloide de Inocybe, coloreado con un reagente.

Un cistidio, en micología, es una célula relativamente grande que se encuentra en el himenio de los basidiomicetes —por ejemplo, en la superficie de una lámina— aunque generalmente se localizan entre los grupos de basidios. Dado que los cistidios tienen formas muy variadas y suelen ser únicas para cada especie o género, son una característica micromorfológica útil en la identificación de basidiomicetes. En general, la importancia adaptativa de los cistidios no está bien comprendida.

## Clasificación

### Por ubicación
Los cistidios pueden localizarse en el borde de una lámina o una estructura análoga del himenio (cheilocistidio), en la cara de las láminas (pleurocistidios), en la superficie del píleo (dermatocistidios o pileocistidios), en el borde del píleo (circuncistidios) o en el estipe (caulocistidios). Los pleurocistidios y los cheilocistidios son importantes en cuanto a la identificación de un género. Estos últimos a veces dan a los bordes de las láminas un color distintivo que es visible a simple vista o con lupa.

### Por morfología
Los crisocistidios son cistidios cuyos componentes contienen un cuerpo amarillo, que se vuelve más intensamente de ese color cuando se los expone al amoníaco u otros compuestos alcalinos. Este tipo de cistidios son característicos de muchos —pero no todos— los miembros de la familia agárica Strophariaceae. Los gloeocistidios poseen una apariencia aceitosa y granulada cuando se ve a través del microscopio. Como las gloeohifas, pueden ser amarillos o traslúcidos y pueden ser coloreados selectivamente con varios reagentes. Los metuloides son cistidios con paredes espesas y que además poseen un apéndice con formas muy distintas entre sí.